# Dino Sani
Dino Sani (23 de maig de 1932) és un exfutbolista brasiler.

## Carrera de club
Va jugar com a titular la final de la Copa d'Europa de 1963, que el Milan va guanyar contra el SL Benfica per 2 a 1 a l'estadi de Wembley a Londres, i que representà la primera victòria italiana en la competició.

## Selecció del Brasil
Va formar part de l'equip brasiler a la Copa del Món de 1958.

## Palmarès
Milan
- Serie A (1): 1961–62
- Copa d'Europa de futbol (1): 1962–63

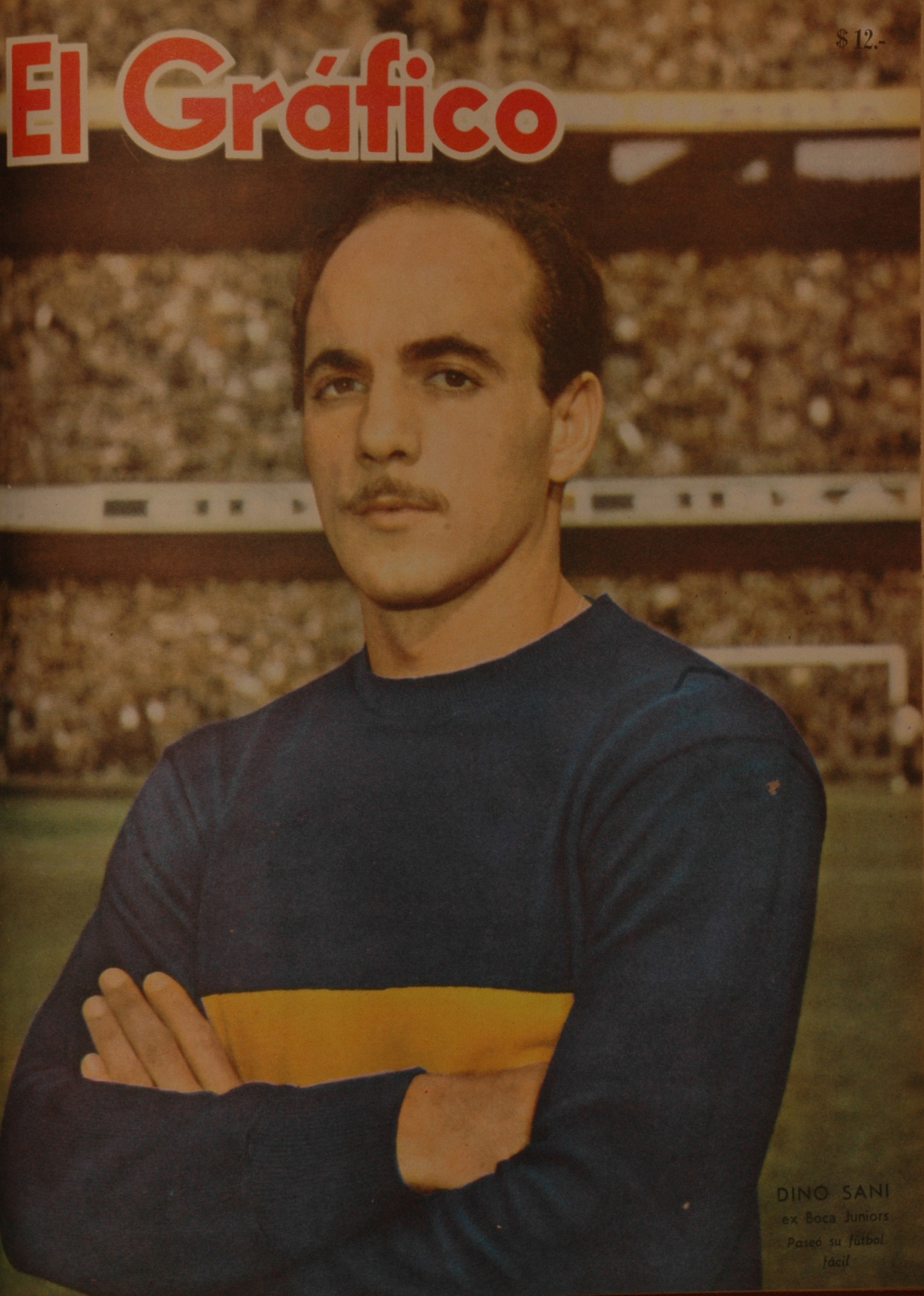
Dino Sani a Boca el 1961.

Brasil
- Copa del Món de futbol (1): 1958